# Vaux-Marquenneville
Vaux-Marquenneville település Franciaországban, Somme megyében. Lakosainak száma 80 fő (2022. január 1.). Vaux-Marquenneville Citerne, Doudelainville, Fresnes-Tilloloy, Frucourt, Limeux és Neuville-au-Bois községekkel határos.

## Népesség
A település népessége az elmúlt években az alábbi módon változott:
| Lakosok száma | 78   | 86   | 89   | 87   | 85   | 84   | 82   | 81   | 80   |
|               | 2013 | 2015 | 2016 | 2017 | 2018 | 2019 | 2020 | 2021 | 2022 |